# Louis la Guigne
Louis Ferchot, surnommé Louis la Guigne à cause de son manque de chance, ancien bagnard, apparait pour la première fois dans le magazine Circus en 1982. Créé par Frank Giroud au scénario et Jean-Paul Dethorey au dessin, la série marque fortement sa période. Dès 1982, la série est reprise en albums aux éditions Glénat. C’est en effet à cette même période que naît, au sein de la maison d’édition, la bande dessinée historique, avec par exemple Les passagers du vent, de Bourgeon, Les sept vies de l'épervier de Patrick Cothias, et André Juillard, ou encore Masque rouge, des mêmes auteurs. Le thème historique restant ensuite comme l’une des principales caractéristiques de la maison. Après avoir été publié dans le magazine Circus, les auteurs de Louis la Guigne rejoignent Vécu, une nouvelle collection des éditions Glénat créé en 1985 et spécialisée dans la bande dessinée historique. Rapidement la revue Vécu devient une collection à part entière, où sont publiés les albums de bande dessinée de style historique, à l'image de Louis la Guigne.

## Auteurs

### Parcours
Frank Giroud, scénariste de Louis la Guigne, est né en 1956. Très vite, pris de passion pour l’écriture et le dessin, il se lance dans le métier d’auteur professionnel (1979). Ses premières publications paraissent aux éditions Fleurus, Larousse et Milan. Il s’agit principalement d’histoires courtes qui lui permettent d’appréhender le métier.
Jean-Paul Dethorey est quant à lui le dessinateur de Louis la Guigne. Né en 1935, après s’être consacré à la peinture, et exercé plusieurs petits métiers, il rejoint le monde de la bande dessinée en 1964. C’est dans le mensuel Amis-Coop qu’il réalise ses premiers pas, notamment avec plusieurs séries comme Les énigmes de l’Inspecteur X (en collaboration avec Alain Laubry), ou encore Big Boogie,  un western humoristique pour lequel il s’associe avec Frank Giroud au début des années 80. Intégré dans la presse catholique pour enfants, il travaille un temps pour Lisette (notamment pour des bandes dessinées comme Clémence Adélaïde de la Ficell, concierge, en association avec Claire Godet, ou encore Charlotte et Philippe avec Henriette Robitaille), J.2 Jeunes, J.2 Magazine ou encore Fripounet (pour lequel il réalise ses premiers essais d’auteur avec « Galurin, pêcheur de chapeau » et « Les Contes du calumet magique »). Formidable coloriste, Jean Paul Dethorey s’avère avant tout être doué d’une sensibilité de peintre qui se ressent dans son travail de dessinateur. Chaque vignette devient ainsi un tableau original et personnel, difficile à imiter. Patrick Gaumer parle ainsi du "trait documenté et personnel de Jean Paul Dethorey".
L’année 1982 est un tournant décisif dans la carrière des deux artistes : c’est la création du premier tome de Louis La Guigne, publié chez Glénat. Frank Giroud rédige le scénario, tandis que Jean Paul Dethorey illustre les mésaventures de Louis la Guigne. Ce premier tome de la série permet rapidement à l’auteur et au dessinateur de se faire remarquer, et permet notamment au scénariste de se consacrer seulement à l’écriture.
Pour Jean-Paul Dethorey, c’est l’occasion de sortir de la bande dessinée humoristique pour laquelle il a travaillé durant ses premières années. Ainsi il se dirige vers des ouvrages plus adultes. C’est l’occasion pour lui de contribuer à de nouvelles bande dessinées, comme Le Voyageur du bateleur, en 1987, écrit par Jean-Pierre Autheman pour Vécu, ou encore Coeur brûlé. Il signe ensuite, dans la collection Aire Libre, ses œuvres les plus personnelles, comme l’Oiseau noir (scénario de Serge le Tendre) ou encore l’Exécution en 1996, qui évoque les milieux artistiques du dix-neuvième siècle, et enfin le début de« Passage de Vénus », publié en deux volumes qui évoque les grandes explorations scientifiques et maritimes d’antan, écrite par Jean-Pierre Autheman.

### Méthode de travail
Frank Giroud, se documente beaucoup avant d’écrire les scénarios des différents tomes de Louis la Guigne. Il déclare dans une interview donné en 2004 à Actua BD « j’ai épluché une masse de documentation considérable, et je n’ai pas hésité à me rendre sur place ». En effet, Frank Giroud explique à plusieurs reprises qu’il s’est rendu sur les lieux dans lesquels ces histoires se déroulent, il en profite pour réaliser des croquis et faire de nombreuses photos qu’il transmet ensuite au dessinateur. Dans le cadre de la création du cinquième tome de la série « L’Escouade Pourpre », Jean Paul Dethorey accompagne le scénariste à Naples. Ainsi, les illustrations sont empreints de réalisme historique et s’inspirent d’une géographie existante. La difficulté d’analyse de la série est de réussir à discerner le vrai du faux. En effet Giroud a développé une grande rigueur intellectuelle à travers ses études à l'école des Chartes ainsi que durant ses études d'histoire dont il est sorti agrégé. Cela lui permet donc de fournir un décor historique d’une grande crédibilité. Dans un entretien pour le site web Du9, Giroud explique que « le but, c’est de rendre mon histoire complètement crédible ; qu’il n’y ait aucun doute, que l’on soit complètement dupe de mes mensonges ! Un conteur c’est un menteur, je raconte des choses qui n’ont pas existé, mais il faut que ce soit plausible, qu’il n’y ait pas une faille ». Le scénariste réussit ainsi à créer une ambiguïté entre les faits et personnages historiques (Hitler par exemple,) et la part de fiction. Le résultat scénaristique est davantage l’œuvre d’un passionné, que celui d’un  historien-chercheur.  

## Synopsis
Les éditions Glénat présentent la série Louis la Guigne ainsi : « De 1921 à 1936, Louis Ferchot trimbale sa guigne et son surnom de Paris à Berlin, de Naples à New York, où se succèdent coups de cafard et coups du sort, coups de cœur et coups de sang... Épopée d'un siècle ravagé par les montées de fanatisme et des inégalités, Louis la Guigne est devenu un classique de la collection Vécu. »
En effet, sur fond d’une histoire réaliste de l’entre-deux-guerres, Louis la Guigne rejoint une bande d’anarchistes avec laquelle il combat l’injustice et l’ordre mis en place. Face à lui, des politiciens véreux, qui l’amènent vite à quitter la France pour New York. Ce sont ses talents de saxophoniste lui permettent de rencontrer quelques musiciens de jazz noirs. Mais une fois encore, il est forcé de partir, cette fois accompagné par ses compagnons.

## Biographie de Louis la Guigne
La bande dessinée raconte l’histoire de Louis Ferchot la Guigne. Le récit s’ouvre sur le retour du personnage après deux ans de bagne sur l’île du Diable. Il est sanctionné pour avoir participé aux mutineries de la mer Noire survenues à la fin de la première guerre mondiale. Une centaine de marins, dont Louis la Guigne, sont condamnés par les tribunaux militaires aux travaux forcés. Au retour de ces années de bagne, notre personnage rejoint un groupe anarchiste, les anarchistes de Marvejols.  
Il est né le 18 juin 1891 en Corrèze. Il a une trentaine d’années au début du récit, c’est un homme solitaire. Il trouve dans ses aventures l’occasion de tout donner alors qu’il n’a plus rien à perdre.
Louis la Guigne est un homme blond aux yeux bleus, au physique imposant et tatoué à l’épaule gauche. Il mesure 1,80 m,. Il est souvent représenté la casquette de travers, avec une cigarette aux lèvres et une barbe mal taillée, représentatifs d’une époque et caractéristiques d’un personnage aventurier et marginal. Le personnage vieillit au fils des tomes, ce qui renforce l’aspect réaliste du dessin de Dethorey.

## Analyse

### Contexte historique
Débutée dans les années 1920, l’histoire de Louis la Guigne est le témoin d’une époque tourmentée. Une époque d'entre deux guerre mettant en scène un nazisme montant et l'apparition du fascisme en Europe. Néanmoins, le parcours de Louis Ferchot ne se limite pas à l’Europe. En effet, il se rend aux Etats Unis durant les tomes 6 à 8, ce qui permet de diversifier le contexte historique de son récit.  Si Louis Ferchot et ses aventures sortent directement de l’esprit de l’auteur, le contexte dans lequel il évolue est lui, proche de la réalité historique. Frank Giroud transpose ainsi ses connaissances d’historien dans une bande dessinée qu’on peut qualifier de semi-réaliste. Ainsi, les évènements historiques abordées dans la bande dessinée sont vérifiables historiquement. Comme par exemple l’évocation des mutineries de la mer Noire, qui ont réellement eu lieu, dans lesquelles l’auteur intègre l’histoire et le passé de son personnage de fiction.

### Analyse scénaristique et graphique
Signé Frank Giroud, le scénario fait preuve d’un semi réalisme marquant qui en fait l’un « des chefs-d’œuvre du genre ». L’idéalisme de Louis Ferchot, sa façon de penser une société plus juste et fraternelle lui permettent de vite capter l’affection du lecteur, malgré une violence bien présente. Il faut analyser les événements historiques et fictifs sous le prisme du point de vue des auteurs, qui s’incarne à travers le personnage de Louis la Guigne. Celui-ci revête un esprit anarchiste et libertin, qui s’oppose constamment aux régimes d’oppression, comme celui de Hitler, Mussolini, Franco. Louis s’insurge contre les maltraitances que peuvent subir les plus démunies, ainsi dans le tome 12 Les Parias, il condamne les conditions de vie des réfugiés de la guerre d’Espagne dans les camps de regroupement.
On trouve 46 planches par album, à l’exception du tome 13 « Lo Zio » qui contient 48 planches. Les albums sont au format de 24 x 32 cm. En ce qui concerne le graphisme, Jean Paul Dethorey livre ici un trait documenté et personnel, qui souligne le côté réaliste de la série. Dethorey travaille ainsi beaucoup avec le crayonné pour les ombres, ce qui lui permet de rythmer les actions. Le trait est précis et dynamique et les personnages sont réalisés avec un certain réalisme, même si dans les premiers albums (jusqu’au tome 10 plus précisément) il manque de lisibilité. En effet, le tracé  est moins précis que dans les albums suivants, ce qui permet de nuancer le réalisme du dessin de Dethorey. On reconnaît facilement les expressions des visages et les costumes sont assez détaillés, toujours pour rejoindre la volonté d’historicité. De plus, Louis la Guigne est une série colorisée. Dethorey utilise ainsi les couleurs pour créer de véritable ambiances dans laquelle il plonge le lecteur.  Par exemple, on trouve des dominantes de couleurs fortes, comme le bleu qui revient très régulièrement dans tous les albums, que l’on peut associer à une certaine mélancolie.

## Publications

### Titres parus

#### Louis la Guigne(1982)
C'est en 1921, dans une France d’après-guerre que nous rencontrons le personnage de Louis la Guigne. Il rentre du bagne de Cayenne après 2 ans de travaux forcés. Il faisait en effet partie des mutineries ayant eu lieu lors de la Première Guerre Mondiale, en 1919, sur la mer Noire. Louis est condamné pour insubordination et purge sa peine. Quand il rentre, les mauvaises nouvelles se succèdent et il apprend que sa mère est morte, expulsée par un propriétaire véreux et profiteur de guerre, fabricant d’obus : Marcillac. Il va, coup du sort, faire la connaissance d'une bande d'anarchistes, qui resteront pour la plupart ses compères pour le reste de ses aventures : Marvejols un ancien communard, Triple pattes un ancien de Verdun, Célestin Floque l'archiviste, Bérenzki le révolutionnaire russe, Caïn la «brute » et un jeune peintre,Simon Soutine. Ensembles ils vont essayer de venger sa mère de Marcillac. C'est une entrée en matière réussie pour Franck Giroud. Son récit apparaît rapidement comme ancré dans l'histoire et fidèle à celle-ci. Face à des traumatismes de guerre indéniables, psychologiques et physiques (Triple pattes est un estropié de guerre) Louis la Guigne représente cette génération d'anarchistes et de communistes influencée par les révolutions russes de 1917. Le scénario fictionnel de Giroud utilise l'Histoire comme une base, qu'il utilise pour donner aux lecteurs l'envie d'en savoir plus sur Louis la Guigne. Ainsi, il représente le contexte d'après guerre, et notamment la situation des logements. En effet, en 1918, un blocage des loyers en France est décrété. Cela entraine une crise des logements, empêchant une reconstruction d'après-guerre efficace. La guerre engendre aussi une nouvelle catégorie de population : les anciens combattants et victimes de guerres (comme Triple Pattes, un personnage estropié rescapé de guerre dans Louis la Guigne).
1982 - première édition  (ISBN 2-7234-0333-5) - 1986  (ISBN 2-7234-0333-5) - 1997  (ISBN 2-7234-0333-5)

#### Moulin rouge(1984)
Alors que Louis la Guigne rentre du travail, un vieil homme s’effondre dans ses bras. Poignardé au dos, il est sur le point de mourir. Persuadé qu’il va devenir le coupable idéal, Louis Ferchot recueille les derniers paroles du mourant et s’enfuit laissant l’inconnu pour mort. La confession du vieillard met Louis la Guigne sur la piste du Moulin Rouge et d’une certaine Nadia Niczic, danseuse au Moulin rouge, qui deviendra sa bien aimée. Rapidement, le héros se retrouve au cœur d’un complot serbe, plongé dans une aventure qu’il aurait pourtant préféré évitée. L’histoire se déroule en majeure partie au Moulin Rouge. L’album fait part d’une certaine réalité sociale et historique. L’illustrateur met en scène un défilé à Paris qui réunit des troupes qui doivent être envoyées occuper la Ruhr. L’annonce de l’occupation provoque une crise d’opinion en France. C’est notamment le parti communiste qui condamne l’occupation et met en place une propagande pacifiste. Un peu plus loin dans le récit, Louis la Guigne se retrouve au cœur d’une manifestation contre le Bloc national. Nous sommes en 1923, et cette année-là est bien marquée par une grève des mineurs, qui s’opposent aux nouvelles réformes du bloc national et aux décisions de Raymond Poincaré devenu très impopulaire. Louis la Guigne observe ces manifestants qui crient un certain nombre de revendication dont « les huit heures pour de bon ».
 1984, 1re édition  (ISBN 2-7234-0421-8) - 1987 - 1993

#### Un automne à Berlin(1985)
1923 Berlin. Louis la Guigne accompagné de celle qu'il aime se rend à Berlin. Son objectif : sauver sa bien aimée. En effet, Nadia, qu'il rencontre à Paris dans le Tome 2 Moulin Rouge, est très malade, elle perd la tête. Un psychiatre peut l'aider mais il se trouve à Berlin, dans une Allemagne en difficultés et en proie à l'agitation. La République de Weimar, en place depuis 1918, présente des difficultés à stabiliser un pays en proie au chômage mais aussi à une crise économique sans précédent. Son premier président, Friedrich Ebert, est désigné par l'assemblée et non par le suffrage universel comme le prévoyait au départ la Constitution de Weimar, alors même que la volonté de cette nouvelle république est de créer un système plus démocratique (introduction du référendum d'initiative populaire). Dès le départ, la République de Weimar révèle ses faiblesses et provoque l'éclatement des partis et la perte d’efficacité. De plus, l'acceptation en 1919 du traité de Versailles, jugé comme humiliant, donne au régime une très mauvaise image, et fragilise un peu plus la démocratie. Enfin, l’occupation de la Ruhr par les Français entraîne des difficultés économiques pour l'Allemagne et une hyperinflation du mark. C'est dans ce contexte troublé que Louis va faire en sorte de sauver sa compagne mais aussi de faire face à l'engrenage politique provoquant des mouvements révolutionnaires et attaques contre la République : le NSDAP, parti nazi, se développe, tandis que les communistes se révoltent (Action de Mars).
Le roman de 1956 L'Obélisque noir se passe dans le même contexte historique que cet album.
1985 - première édition  (ISBN 2-7234-0522-2) - 1986  (ISBN 2-7234-0522-2) - 1995  (ISBN 2-7234-0522-2)

#### Le Jour des faucons(1986)
En 1923 Louis la Guigne se rend à Munich en compagnie de la jeune journaliste républicaine Elke Wendorl. Il se joue là bas une obscure machination fomentée par Brückner et ses collaborateurs. Les forces réactionnaires se rassemblent autour d’Hitler et cherchent à évincer la démocratie de la République de Weimar. Louis la Guigne, accompagné d’Elke, tente de déjouer ce complot tout en protégeant la fragile démocratie de Weimar. L’album est aussi l’occasion pour le scénariste de malmener son héros sentimentalement, et notamment par le départ successif de plusieurs femmes : Nadia, Elke ou encore Ellen. Ellen est une jeune aristocrate allemande, déjà présente dans Automne à Berlin (tome). Séduite par Ferchot, elle est la cause de sa rupture avec la danseuse. (Ainsi, c’est l’occasion pour Frank Giroud de plonger son héros au cœur de la tentative de putsch d’Hitler raté en 1923. Hitler, alors dirigeant du Parti national socialiste des travailleurs allemands, tente alors de prendre le pouvoir par la force en Bavière. Cependant, là encore Frank Giroud brosse un portrait réaliste de l’Histoire, en relatant les évènements traitant du putsch avec exactitude. Ainsi, il présente le rassemblement progressif autour d'Hitler des forces réactionnaires, face à une République de Weimar fortement fragilisée. Mais l'auteur relate aussi parfaitement, dans les pages de garde de l’album, de la situation dans laquelle se trouve l’Allemagne en 1923.
1986 - première édition  (ISBN 2-7234-0421-8) - 1986  (ISBN 2-7234-0421-8)

#### L'Escouade pourpre(1987)
L’histoire se déroule à Venise, l’été 1924. Mussolini vient de prendre le pouvoir et les Chemises Noires instaurent un règne de terreur et de répression sur le pays. Une nouvelle fois, Louis Ferchot se retrouve au cœur d’un complot politique. Il rejoint les rangs d'antifascistes, manipulés par une autre organisation, elle, anarchiste et dit de "l’Escouade Pourpre" qui s’oppose radicalement au régime du Duce. Le contexte historique  est respectueux de la réalité. L’histoire se déroule en 1924, deux ans après la Marche sur Rome et l’obtention des pleins pouvoirs par Mussolini, le 24 novembre 1922. Les chemises noires qui constituent la milice officielle du régime fasciste italien, sont une réalité. Cependant l’Escouade Pourpre que Louis la Guigne rejoint involontairement est une invention de l’auteur. Au cours du récit, Louis empêche un attentat perpétré par un membre de l'Escouade Pourpre durant un discours de Mussolini. Cet événement est purement fictionnel, d’autant que Louis la Guigne n’a jamais existé. Cependant les événements ne sont pas totalement en inadéquation avec la réalité, en effet Mussolini a fait face à de nombreux attentats perpétrés par des opposants du régime, souvent aux idées anarchistes. Le premier attentat se déroule durant l'année 1925, donc un an après les évènements relatés par Franck Giroud et Jean Paul Dethorey. Mussolini est notamment victime d'une série de trois attentats au cours de l'année 1926.
1987 - première édition  (ISBN 2-7234-0767-5) - 1987  (ISBN 2-7234-2842-7)

#### Charleston(1988)
Louis la Guigne se rend de l’autre côté de l’Atlantique, à New York. Le contexte des années 1920 plonge le héros au sein d’une société touchée par le racisme et la ségrégation. Louis Ferchot est accueilli dans un groupe de jazz, dans lequel il passe des jours heureux. Seulement, la joie est de courte durée, Louis la Guigne se mêle à un complot digne d’un romain noir qui l’entraine dans une folle aventure. Dans cet album, Frank Giroud met en scène la violence qui se joue dans l’Amérique raciste des années 1920. Ainsi, il retranscrit, par le biais de dialogue frappants : « Ho Blanche neige ! Dis à tes chimpanzés de dégager vite fait » la réalité de la ségrégation. C’est en effet une période sombre, marquée par l’avènement d’organisations comme celle du Klux Klux Klan, qui malgré le développement culturel et économique des États Unis de l’époque, vient profondément marquer les mémoires et les comportements.
(première édition)  (ISBN 2-7234-0958-9), et réédition  (ISBN 2-7234-2899-0)

#### Les Vagabonds(1989)
Le récit plonge notre héros derrière les barreaux de Sing Sing. Il y découvre le milieu carcéral : ses violences et manigances, mais aussi l’esprit de camaraderie. La vie de Louis la Guigne est menacée, l’on cherche à l’éliminer.  Néanmoins, il ne perd pas espoir, le bagnard entend bien retrouver sa liberté, et rejoindre Bonnie, compagne et mère de sa fille . La prison de Sing Sing dans laquelle notre héros est incarcéré existe, c’est une prison de l’État de New York, située sur les rives de l’Hudson dans le village d’Ossining. Cette prison est classée comme établissement de sécurité maximale, elle prononce des peines d’exécution capitale jusque dans les années 2000. La prison de Sin Sing est connue pour son caractère autoritaire, elle devient le tombeau de nombreux condamnés dont, parmi les plus connus, Charles Becker et Monk Eastman. Sing Sing est le lieu de châtiments corporels, pouvant aller parfois jusqu’à la torture. C’est tout naturellement que Frank Giroud décide de faire prisonnier Louis Ferchot dans cette prison, symbole d’autorité et de dérive, Sing Sing a d’ailleurs été de nombreuses fois mise en scène au cinéma (Castle on the Hudson réalisé en 1940 par Anatole Litvak ou 20 000 Years in Sing Sing en 1932 par Michael Curtiz). Louis la Guigne rend compte de l’angoisse de ce milieu carcéral, et en condamne les dérives.
1989 - première édition)  (ISBN 2-7234-1102-8) - 1989  (ISBN 2-7234-3054-5)

#### Fureur(1990)
L’histoire se déroule en Avril 1929, au cœur du Krach de Wall-Street. L’Amérique est brutalement réveillée par la crise, ainsi le rêve doré américain est remis en question. Louis la Guigne se cache avec sa fille Karen sous le pseudonyme de Lewis Warmsteel. Il travaille en tant que saxophoniste dans un cabaret de luxe. Rapidement, le héros est démasqué par le tueur le plus terrifiant de la côté Est : le Quaker. C'est en effet un tueur à gage, engagé par Anthony Rosebud, ennemi de Louis la Guigne depuis son implication dans l'affaire Marcillac. Il se met à traquer Louis, sa fille et leur ami Bix dans une course poursuite cauchemardesque. Un album violent, qui retranscrit l’ambiance de l’époque par le biais d’un scénario bien construit. Ainsi, Frank Giroud plonge à nouveau le protagoniste dans un évènement marquant de l’Histoire, le krach boursier de 1929. Le fait de placer cette période très violente de la vie de Louis Ferchot au cœur de cet évènement n’est pas un hasard, le krach est d’une violence inouïe pour une Amérique jusqu’alors en plein développement. Prenant racine au cœur de la bourse de New York, il marque le début de la Grande Dépression et représente un échec du modèle économique américain alors même que l'industrie était en plein essor. Ainsi, le cauchemar de Louis la Guigne se mêle alors à celui des Américains, et Frank Giroud parvient à relater de cette violence brutale avec une profonde justesse, sûrement dû à son bagage d’historien.
'1990 - première édition  (ISBN 2-7234-1172-9) - 1990  (ISBN 2-7234-2900-8)

#### Léo(1993)
Louis la Guigne est de retour en France. Le récit plonge le héros en Octobre 1936 dans la France du Front populaire. Les socialistes et communistes rempli d’espoir, se retrouvent en proie d’une organisation terroriste qui recrute ses membres dans la haute société. L’organisation semble s’intéresser au cas de notre héros. Quant à Louis la Guigne, il retrouve ses anciens amis, la bande à Marjevols. Il fait la rencontre d’un mystérieux personnage, Léo, son frère aîné, qui tente d’apporter des éclairages sur le tumultueux passé de Louis. Dans cet album, Frank Giroud oppose lien du sang à volonté politique, puisqu’il oppose les deux frères, entre anarchisme pour Louis et extrême droite pour Léopold. Mais au-delà des aventures de Louis la Guigne, c’est aussi l’occasion pour l’historien qu’est Frank Giroud d’évoquer la Cagoule, une organisation politique et militaire terroriste, qui intervient dans les années 1930 en France.  Elle est l'auteur de nombreux crimes tel que des assassinats, des attentats à la bombe ou encore du trafic d'arme. Cette dernière, qui a donc réellement existé et a sévi durant plusieurs années, s’avère notamment avoir été créée par des dissidents de l’Action française, tels que Jacques Corrèze, Gabriel Jeantet ou encore Jean Filiol. Ils entendent œuvrer à l'échec d'un "complot communiste" dont le Front Populaire serait la source. . Ainsi, on y trouve des membres d’extrême droite, anticommunistes, antisémites ou encore antirépublicains, très bien rapportés par l’auteur.
 1993 - première édition  (ISBN 2-7234-1532-5) - 1993  (ISBN 2-7234-3271-8)

#### Etchezabal(1993)
Louis la Guigne se retrouve une nouvelle fois la cible des polices françaises. Ainsi, il se réfugie dans un petit village du Pays Basque, proche de la frontière : Etchezabal, et se retrouve près des grondements de la guerre qui déchire l’Espagne. Très vite, son plan est simple, rejoindre New York par la mer, à bord d’un chalutier. Malheureusement, il est empêché par les armées allemandes, qui servant les franquistes, coulent les navires quittant le territoire basque. Plongé dans ce village aux engagements divers et qui s’opposent, Louis la Guigne tente de percer les mystères de l’âme du pays.
1993 : première édition  (ISBN 2-7234-1668-2) et réédition  (ISBN 2-7234-2911-3)

#### La Cinquième Colonne(1995)
Louis Ferchot est plongé au cœur de la guerre civile qui fracture l’Espagne de 1937. Rallié au camp républicain, Louis la Guigne rejoint d’anciens compagnons, notamment Dieter, avec qui il se mêle au conflit, des brigadistes internationaux. Rapidement, le héros s’aperçoit que l’ennemi n’est pas toujours là où on l’attend. Accompagné de Kim, une photographe et journaliste américaine travaillant pour Newsweek et d’Alfio, un jeune volontaire, Louis Ferchot essaye de contrecarrer les attaques des saboteurs de l’arrière, ceux de la « cinquième colonne », ce qui l’amène au peloton d’exécution. Le scénario de Frank Giroud plonge le lecteur dans une histoire sans manichéisme, ce qui en rend son traitement de la guerre original et donne du réalisme à un contexte déjà fortement historique. En effet l’expression « cinquième colonne » désigne les partisans nationalistes cachés au sein du camp républicain. Louis la Guigne est alors intégré au cœur même de ce jeu de traitre, une véritable guerre psychologique qui manque cependant d’informations précises sur les manœuvres de cette organisation.
1995 - première édition  (ISBN 2-7234-1730-1) - 1995  (ISBN 2-7234-2828-1)

#### Les Parias(1996)
L’histoire débute au printemps 1939 et se déroule dans le camp d’Eskeron. Les compagnons de Louis, Diete Heiling et Alfio Campanelle sont prisonnier un de ces « centres de regroupement » où est entassé les réfugiés espagnols que la victoire de Franco a chassé du pays. Malgré la fin de la guerre, les camarades de Louis Ferchot poursuivent la lutte et mettent en place une mission spéciale qui implique la présence de leur ancien leader, Louis la Guigne. L’histoire se déroule dans le camp d’Eskeron, un “centre de regroupement”, ce camp en particulier n’a jamais existé, cependant ces centres sont une réalité en France après la guerre civile espagnole (1936-1939). Les réfugiés espagnols, qui fuient le régime de Franco, viennent trouver refuge en France. Cependant leur accueil ne fait l’unanimité, marquée par la crise économique et la xénophobie, la société française offre aux réfugiés un accueil mitigé. On craint l’arrivé en France des mouvements révolutionnaires « rouges », ainsi que la propagation de maladies. C’est Édouard Daladier qui décide d’ouvrir la frontière en janvier 1939. L’exode est pris en charge par le ministère de la Défense pour les soldats et par le Ministère de l’Intérieur pour les femmes et enfants. Les réfugiés sont entassés dans des camps marqués par la promiscuité et la surpopulation, les conditions de vie varient selon les régions mais reste en générale largement précaire. Ainsi, l'historien Denis Peschanski évoque ce sujet dans Les camps français d’internement, en 2000.
1996 - première édition  (ISBN 2-7234-2223-2) - 1996  (ISBN 2-7234-2615-7)

#### Lo Zio(1997)
Dans l'ultime tome de la série, nous retrouvons Louis la Guigne en Italie. En effet à la suite de sa mise en relation avec une membre du parti républicain espagnol en exil, il se décide à rejoindre ses amis pour une mission. Conduire une partie de « l'Or de Moscou » de 1936 , dérobée par les amis de Louis,  en lieu sûr afin qu'il ne tombe pas entre les mains des soviétiques, qui depuis semblent se rapprocher l'Allemagne nazie. Mais Louis et ses amis se font attraper par les chemises Noires de Mussolini qui leur proposent soit le bagne des îles Lipari, soit une mission à au haut risque : supprimer le chef de la Camorra. Mais Louis n'a qu'une envie, quitter cette histoire qui ne le regarde pas. Encore une fois, Franck Giroud s'applique à ancrer son récit dans une réalité historique certaine. Néanmoins, la partie concernant l'Italie et la présence de la Camorra est à nuancer, car dès 1922, sous l'influence fasciste, la mafia italienne fait face à un phénomène de marginalisation. L'épisode du vol d'une partie du Trésor Espagnol, semble lui aussi servir un scénario fictionnel et non retranscrire la réalité des faits.
1997 - première édition)  (ISBN 2-7234-2343-3)

### Hors séries
1. Passeport (1985), publié aux éditions Glénat : il s’agit du passeport de Louis la Guigne
2. Portraits (1993) : à l’occasion du dixième volume la maison d’édition Glénat propose aux lecteurs Portraits qui développe et présente les principaux personnages de la saga.

### Tirages
L’auteur déclare dans une interview pour Du9 que les tirages moyens pour ses albums sont assez modestes. Environ 15 000 albums sont imprimés par tome. Cependant, les réassortiments sont constants, chaque fois qu’un nouveau tome sort, les premiers numéros se revendent. Ainsi, les premiers tomes de la série ont dépassé les 60 000 exemplaires. De manière générale, le nombre d’exemplaires tiré pour chaque album se trouve entre 30 000 et 35 000. Louis la Guigne ne fait pas partie des plus gros succès de Frank Giroud, en effet, Le Décalogue publié entre 2001 et 2003 a été vendu à plus d’un million d’exemplaires. Néanmoins, la série Louis la Guigne a su s’affirmer sur le long terme.

### Postérité
Louis Ferchot : la série de Louis la Guigne s’achève en 1997 à la suite de la mort de Jean-Paul Dethorey. Frank Giroud contracte ensuite une nouvelle collaboration avec le dessinateur Didier Courtois. Ils créent la série Louis Ferchot, qui raconte la jeunesse  de Louis la Guigne. Le récit débute en 1910 jusqu’aux premières années du conflit mondial de 1914-1918.
1. L’usine (1998)[10] : En 1910, à la mort de son père, Louis Ferchot, dix-neuf ans alors, est plongé dans les dures réalités de la vie. Travailleur dans une usine automobile, il est d’abord l’employé modèle respectueux de l’ordre et des règles de la société. Mais c’est en tentant d’enquêter sur la mort de son père, tombé lors d’une grève alors qu’il se rendait à l’usine, que se construit la prise de conscience de Louis Ferchot, qui se rend peu à peu compte des défauts du système, et des inégalités de la Belle époque. Se révèle ainsi, tout au long de l’album, la personnalité de celui qui sera ensuite Louis la Guigne, au travers d’une enquête sur la mort de son père qui ne s’avère être sûrement pas accidentelle. Ce premier album sur la jeunesse de Louis Ferchot permet notamment à Frank Giroud de poser les bases de ce personnage attachant. Par son histoire, il évoque aussi les conditions de travail difficile dans les usines de l’époque et le sentiment d’insécurité qui peut y régner, face à des patrons en toute puissance.
2. Le fusil (1999) : L’album débute le 14 juillet 1910 au son des trompettes nationalistes. Confronté à la maladie de sa mère et les dettes qu’elle occasionne, Louis Ferchot se voit alors proposer de passer en Autriche pour y amener des pamphlets anarchistes et révolutionnaires, contre une coquette somme d’argent. Animé par un idéal révolutionnaire, Louis Ferchot qui pensait cette mission facile fait alors face à la manipulation et aux obstacles qui se multiplient. C’est alors en effet l’occasion pour Frank Giroud de confronter son personnage aux charmes d’une femme et les doutes d’un officier, mais aussi de le plonger dans une affaire d’espionnage dont ses réflexions sur la société ne sortiront pas totalement indemne.
3. La caserne (2000) : En juillet 1911, c’est l’heure du service militaire pour le jeune Louis Ferchot. En plein cœur d’une crise marocaine, Louis découvre alors le monde de la caserne, entre camaraderie, découverte des armes et manipulation de quelques-uns. Chargé d’espionner un de ses compagnons pour des soupçons de trahison car il est Polonais, le jeune homme réalise qu’il s’agit du frère de la première femme qu’il pourrait aimer. Cette situation complique la mission de Louis, qui est alors confronté à un véritable cas de conscience, face à un contexte tendu puisque des mouvements de troupes françaises sont signalées à l’état major allemand. Face à la pression de la hiérarchie, on assiste ici à la première révolte de Louis Ferchot, prémices d’un caractère rebelles qui lui vaudront une mutation en Afrique.
4. Le chasseur (2001) : L’histoire se déroule à Fort-Baudin, un poste militaire français situé entre Fouta-Toro et le pays de Bambara. Louis Ferchot est soldat dans les colonies d’Afrique Noire. Des tensions apparaissent  chez les colons, qui rejettent la présence militaire française. Louis Ferchot s’éprend de la femme du capitaine Maury, qui les surprend en pleine ébats. Le héros doit faire face à un problème d’un nouveau genre.
5. L’île rouge (2002) : En 1911, à Paris, une querelle éclate entre deux clients d’un bordel, Lucien et Raoul. La situation dégénère, et Lucien tue son adversaire d’une balle dans la tête. Deux ans plus tard, au palais du gouverneur général, des notables débattent autour de l’envoi de soldats malgaches en Europe. En parallèle, des convoyeurs de fonds se font braquer par des escrocs qui se prétendent anarchistes. La bande à Bonnot est accusée à tort et doit faire face à un procès. Au milieu de ces histoires croisées, Louis Ferchot est envoyé à Madagascar, « l’île rouge ». La situation politique là-bas est sur le point de basculer…
6. Trahisons (2003) : Le récit débute à Madagascar durant l’été 1913. Louis Ferchot est chargé, avec sa troupe, d’acheminer un convoi d’armes et de munitions à Fort-Louvois. Les camions s’embourbent. Ainsi, Louis Ferchot, accompagné de son ennemi Sagnol, est envoyé chercher de l’aide. Alerté, les deux individus sentent qu’une embuscade se prépare. Ils retournent au convoi, mais arrivent trop tard, leurs compagnons sont blessés et leurs bien dérobés. C’est contre cette bande d’indépendantiste que Louis Ferchot va lutter durant ce tome. Mais rapidement les choses se compliquent, il réalise que la femme dont il est épris appartient au mouvement terroriste…
7. Le soldat inconnu (2005) : Paris, décembre 1914. Madame Ferchot s’inquiète. En effet, elle n'a pas de nouvelles de son fils depuis des mois. Les cortèges de morts, de blessés mais pas de trace de Louis. Elle va donc décider de partir à sa recherche et à celle de ces compagnons de guerre. Entre hospices militaire et hôpitaux, petit à petit l'espoir va renaître dans le cœur de Madame Ferchot. En parallèle, nous retrouvons un jeune s'appelant Louis Ferchot, à Lyon, en recherche d'emploi. Il aurait été démobilisé pour raisons psychologiques. Mais très vite, il se retrouve victime de maîtres-chanteurs. Ceux-ci sont convaincus qu'il n'est pas vraiment démobilisé, mais bien un déserteur avec de faux papiers.
8. Le Déserteur (2005) : Janvier 1915, Amélie Ferchot est toujours en train de rechercher son fils à travers la capitale. Malgré quelques maigres pistes, son enquête piétine. Toujours à Lyon, Louis se retrouve face à toujours plus de problèmes. Muni d'un certificat d'invalidité qui se révèle être faux, au nom de Louis Ferchot, il lutte avec des ouvriers qui ne lui font aucun cadeau et des maîtres-chanteurs qui profitent de sa désertion pour lui prendre son argent. Néanmoins, un doute plane sur la réelle identité du narrateur, qui, quoi qu'il en soit semble dans une situation bien compliquée et sans issue.

### Ouvrages
- Henri Filippini, « Louis la Guigne », dans Dictionnaire de la bande dessinée, Paris, Bordas, 2005 (ISBN 978-2-04-729970-8), p. 387.
- Patrick Gaumer, Dictionnaire mondial de la bande dessinée, Larousse, 2011.